# پنیر خیکی
پنیر خیکی، پنیر خاکه، پنیر پوستی، (به کردی: پنیر خیگه‌ای، به ترکی آذربایجانی: پنیر موتال) گونه‌ای پنیر معروف است که در گذشته در اکثر شهرها و روستاهای ایران تولید می‌شده‌است، و حتی امروز در برخی از روستاهای ایران به ویژه در میان عشایر تولید می‌شود. در زنجان به پنیر خیکی "چوروتمه پئندیر" می‌گویند و معمولا به آن دانه رازیانه اضافه می‌کنند که باعث طعم و بوی مطبوع آن می‌شود.
روش تهیهٔ این پنیر بدین گونه است که پنیر نیمه‌خشک را در خیک پوست بز می‌ریزند و سر آن را می‌بندند. سپس همهٔ سوراخ‌های هواکش خیک را می‌بندند تا پنیر به عمل بیاید.
در گذشته و در شهر بابل، شیوهٔ فروش این پنیر در نانوایی‌ها بوده و یکی از شاگردان یا فرزندان نانوا پنیر خیکی را به مردم می‌فروخت.
پنیر خیکی همچنین در میان گروه‌های مختلف عشایر استان خراسان شمالی هم تولید می‌شود.